# شرف‌الدین قدسی
محمد بن موسی قُدسی شهرت‌یافته به شرف‌الدین، کاتب قُدسی (؟ -۱۳۱۲م) کاتب و شاعر عربی فلسطینی بود.